# Departamento Administrativo Nacional de Estadística
El Departamento Administrativo Nacional de Estadística (DANE) es la entidad responsable de la producción de estadísticas oficiales en Colombia, así como de la coordinación del Sistema Estadístico Nacional. El DANE ofrece más de 100 operaciones estadísticas en aspectos industriales, económicos, agropecuarios, poblacionales y de calidad de vida encaminadas a soportar la toma de decisiones en ese país.

## Historia
En octubre de 1951, mediante el Decreto 2240, se separa la Oficina Nacional de Estadística de la Contraloría General de la República, es así como se crea la Dirección Nacional de Estadística, dependencia directa de la Presidencia de la República. En 1953, bajo el gobierno del General Gustavo Rojas Pinilla, con amparo en el Decreto 2666, se crea el Departamento Administrativo Nacional de Estadística – DANE; posteriormente fue reorganizado en 1968 (Decreto 3167), siendo Presidente Carlos Lleras Restrepo; en diciembre de 1992, durante el gobierno de César Gaviria Trujillo, se llevó a cabo una reestructuración con base en el Decreto 2118. Mediante Decreto No.1174 del 29 de junio de 1999, bajo el gobierno de Andrés Pastrana, se adscribe al DANE el Instituto Geográfico Agustín Codazzi. Con el Decreto 1151 del 19 de junio de 2000, se adoptó una nueva estructura orgánica y posteriormente se realizaron los ajustes y modificaciones a la planta de personal, la cual fue adoptada mediante el Decreto 1187 del 28 de junio de 2000, en el gobierno de Andrés Pastrana Arango. Con el Decreto 263 del 28 de enero de 2004 se modifica la planta de personal del Departamento Administrativo Nacional de Estadística y se dictan otras disposiciones.

### Listado histórico de directores

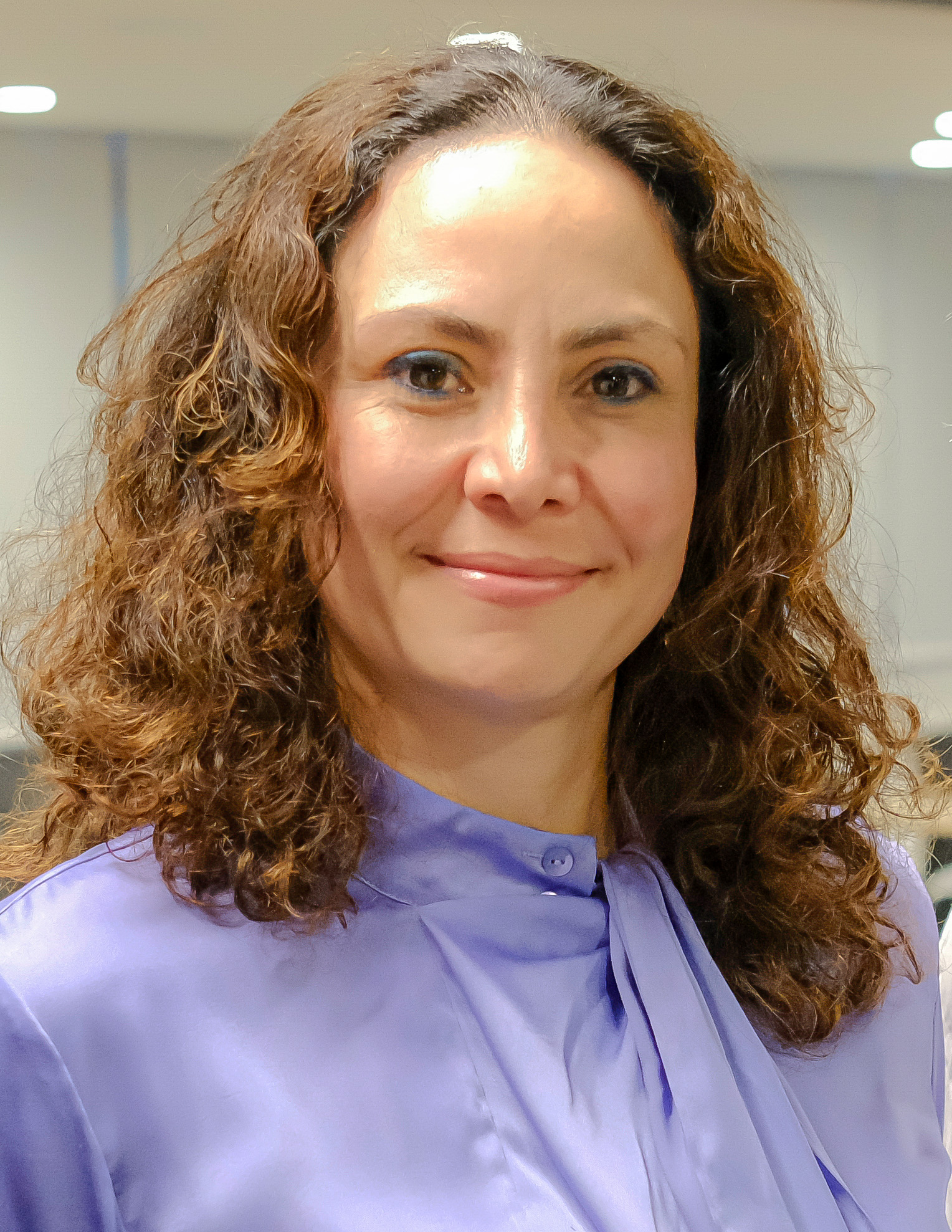
Piedad Urdinola, directora del DANE desde septiembre de 2022.

| Período                | Nombre                            |
| ---------------------- | --------------------------------- |
| 13 Sep 2022 - actual   | Beatriz Piedad Urdinola Contreras |
| 2018 - 2022            | Juan Daniel Oviedo Arango         |
| Sep 2013 - Ago 2018    | Mauricio Perfetti del Corral      |
| Nov 2010 - Sep 2013    | Jorge Bustamante Roldán           |
| Oct 2007 - Nov 2010    | Héctor Maldonado Gómez            |
| Sep 2004 - Sep 2007    | Ernesto Rojas Morales             |
| Oct 2002 - Sep 2004    | César Augusto Caballero Reinoso   |
| Jul de 2000 - Sep 2002 | María Eulalia Arteta Manrique     |
| Dic 1998 - Jul 2000    | Mario René Verswyvel Villamizar   |
| Feb 1996 - Dic 1998    | Edgardo Alberto Santiago Molina   |
| 1994 - 1996            | María Luisa Chiappe de Villa      |
| 1990 - 1994            | Rodolfo Uribe Uribe               |
| 1986 - 1990            | Luis Alfonso González Caro        |
| 1984 - 1986            | Mauricio Ferro Calvo              |
| 1982 - 1984            | Alberto Schlesinger Vélez         |
| 1978 - 1982            | Humberto Gallego Gamboa           |
| 1971 - 1978            | Álvaro Velásquez Cock             |
| 1967 -1971             | Ernesto Rojas Morales             |
| 1952 -1967             | Alberto Charry Lara               |

## Entidades adscritas
- Fondo Rotatorio del DANE (FONDANE).
- Instituto Geográfico Agustín Codazzi (IGAC).

## Divipola
la Codificación de la División Político-Administrativa de Colombia (Divipola), es un código numérico de identificación única para cada una de las unidades territorial de Colombia: Entidades Territoriales (Departamentos, Distritos, Municipios), Áreas No Municipalizadas y Centros Poblados.
El DANE es el encargado de actualizada periódicamente y actúa como fuente de consulta sobre la organización política-administrativa del país. Los códigos Divipola es utilizado como norma de uso importante en las documentaciones de las instituciones nacionales.
La codificación de cada centro poblado consta de 8 dígitos, tomando como referencia el siguiente ejemplo:
| Código Divipola | Nombre Entidad Territorial |
| --------------- | -------------------------- |
| 11 001          | Bogotá                     |

Cada grupo de dígitos se expresa de la siguiente forma, tomando el ejemplo anterior:
| Código   | Definición     | Nombre    |
| -------- | -------------- | --------- |
| 05001001 | Departamento   | Antioquia |
| 05001001 | Municipio      | Medellín  |
| 05001001 | Centro Poblado | Palmitas  |